# رويو دل سانغرو
رويو دل سانغرو (بالإيطالية: Roio del Sangro)‏ هي بلدية في مقاطعة كييتي في إقليم أبروتسو الإيطالي.

## السكان
في سنة 1861 بلغ عدد السكان 1٬177 نسمة، وتطور العدد ليصل في سنة 2011 لـ 103 نسمة.
يظهر هذا المخطط البياني تطور النمو السكاني لـ رويو دل سانغرو